# Kirche Schmannewitz

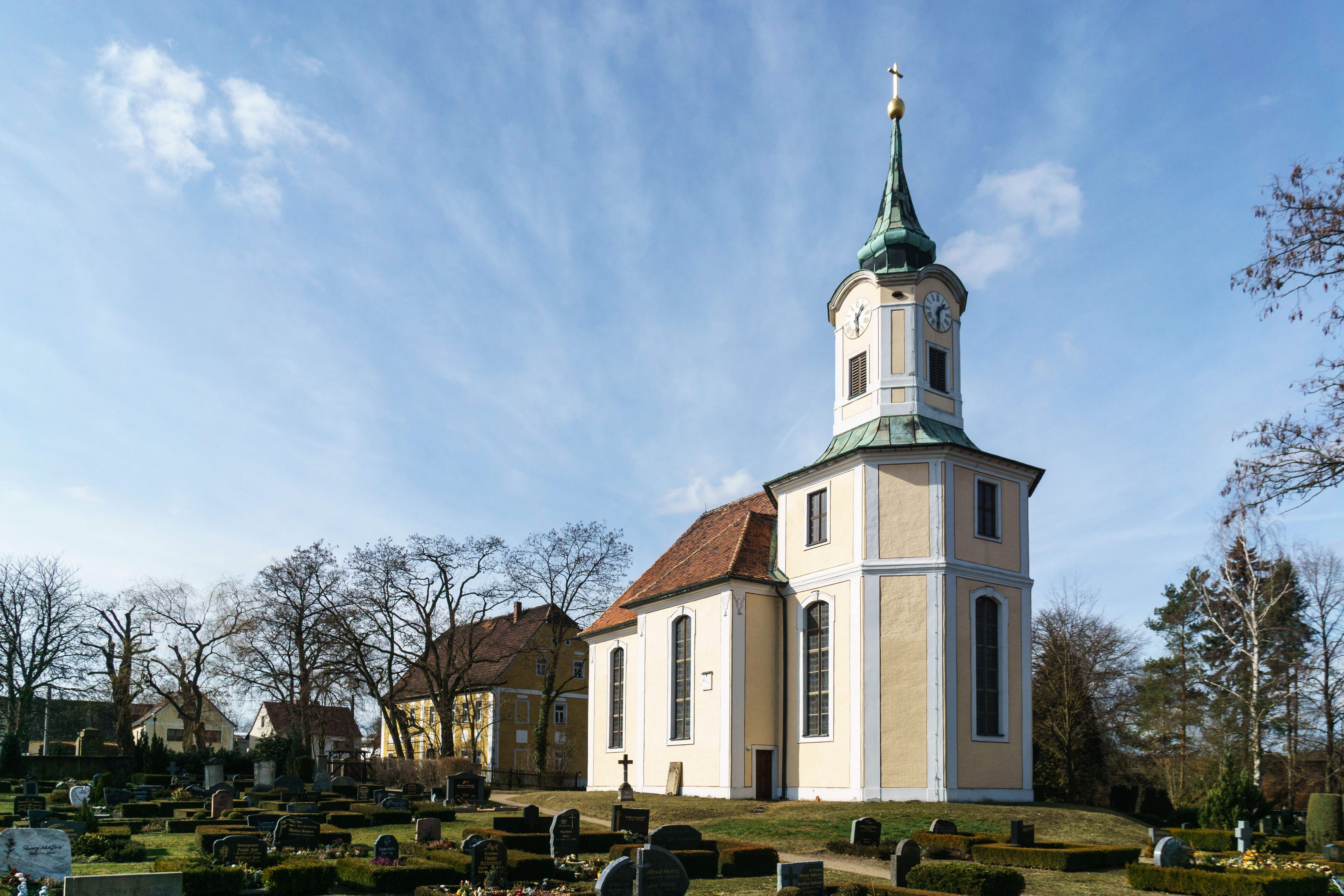
Kirche Schmannewitz und Pfarrhaus (Bildmitte)

Die Kirche Schmannewitz – im Volksmund wegen ihres Erbauers auch George-Bähr-Kirche Schmannewitz genannt – ist ein Kirchengebäude der Evangelisch-Lutherischen Landeskirche Sachsens in Schmannewitz, einem Ortsteil von Dahlen im sächsischen Landkreis Nordsachsen. Die barocke Kirche wurde 1732 nach Plänen von George Bähr errichtet.

## Gestalt und Entwicklung

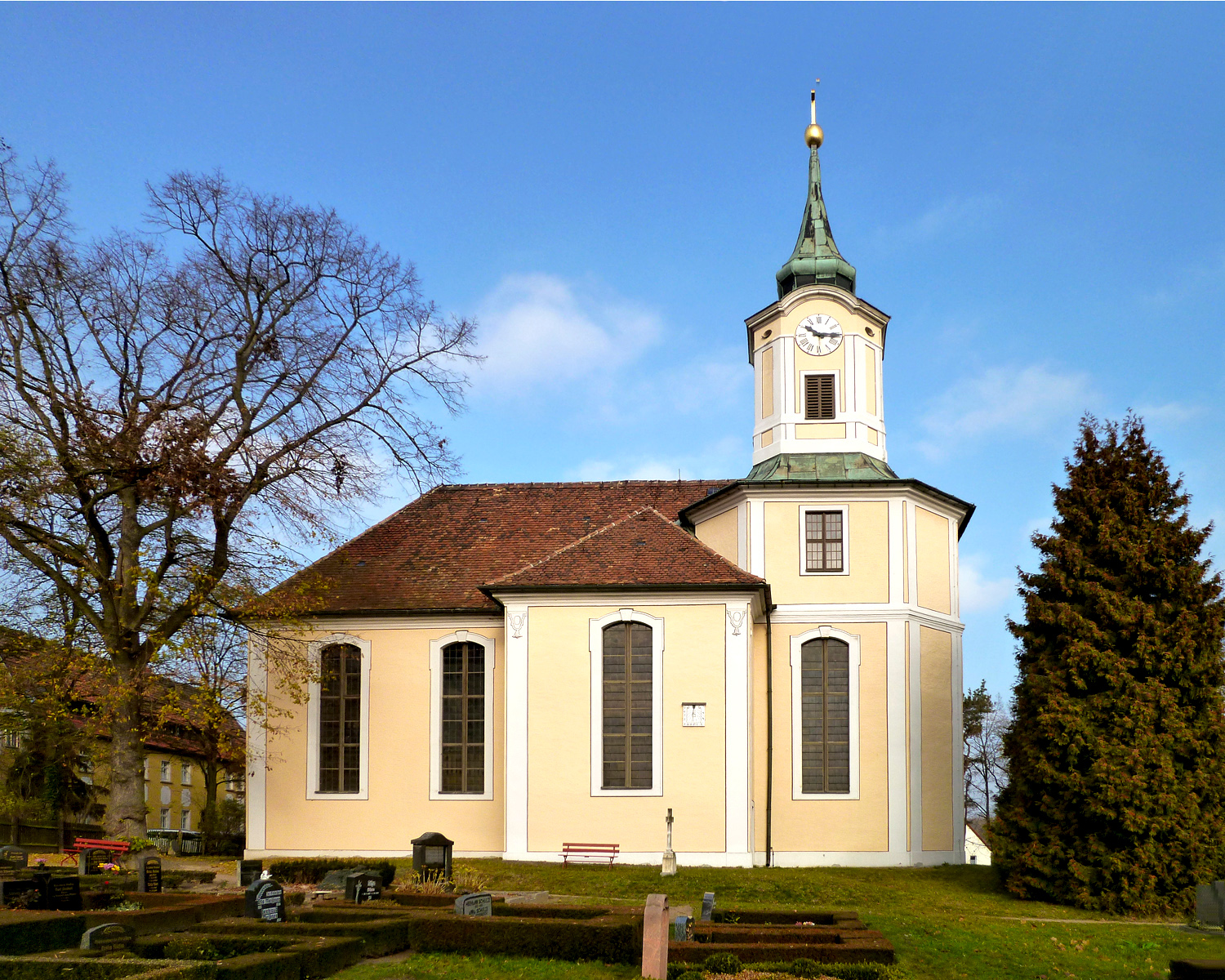
Seitenansicht

Die barocke Dorfkirche wurde 1731–1732 als einschiffiger Sakralbau errichtet. Der achteckige Kirchturm und die Innenausstattung mit den Emporen stammen vom Ende des 18. Jahrhunderts.
Dass die Kirche einen besonderen Baumeister hatte, wurde erst Anfang der 1960er Jahre beim Umbau des Kirchturmes entdeckt. Dabei kam ein acht Seiten umfassendes Dokument zum Vorschein, aus dem hervorging, dass der Entwurf für die Schmannewitzer Kirche von George Bähr, dem Baumeister der Frauenkirche in Dresden stammte. Die Erneuerungen 1961/62 umfassten das Kupferdach und die Vergoldung der Kugel auf der Turmspitze. Auch die Turmuhr wurde generalüberholt.
Die Kirche steht unter Denkmalschutz und wurde nach den historischen Plänen restauriert.
Im Jahre 2000 gab es eine umfassende Außenerneuerung, bei der der Putz größtenteils erneuert und beschädigte Sandsteingewände der Fenster repariert wurden. Auch wurde die Kirche vollständig angestrichen.
Die für George Bähr typischen Baumerkmale finden sich ebenfalls an und in diesem Bauwerk: Ebenso wie die Frauenkirche zu Dresden ist sie auch eher ein Zentralbau. Der Kirchturm steht nicht in westlicher und auch nicht ganz in östlicher Ausrichtung, vielmehr ist er am östlichen Ende etwas in Richtung Mitte des Kirchenschiffs gerückt. Typisch ist auch der Kanzelaltar mit der Kanzel oberhalb des Altars. Die Grundform der Kirche ist ein Kreuz.

## Gegenwart
2021 sollte das Kirchendach neu gedeckt und beschädigte Balkenköpfe repariert werden. Doch es zeigte sich, dass sich unter dem Fußboden auf dem Kirchendachboden offenbar seit Jahrzehnten Feuchtigkeit zwischen steinernem Sims und den Deckenbalken angesammelt und so Hausschwamm sowohl Balkenenden als auch die darunter liegende Holzschwelle zerstört hatte, die die Verbindung zum Sims bildete. Nun muss ein Betonringanker gegossen und mit Eisenstäben mit dem Sims verbunden werden. Auch wurden mehrere Balken mit starken Schäden über dem Altarraum festgestellt. Deshalb wurde der gesamte Altarraum eingerüstet, die Kirche ist nicht nutzbar. Die Kirchgemeinde muss für diese nicht geplante Sanierung zusätzlich mehr als 100.000 Euro aufbringen und hofft dafür auf Spenden.

## Innengestaltung

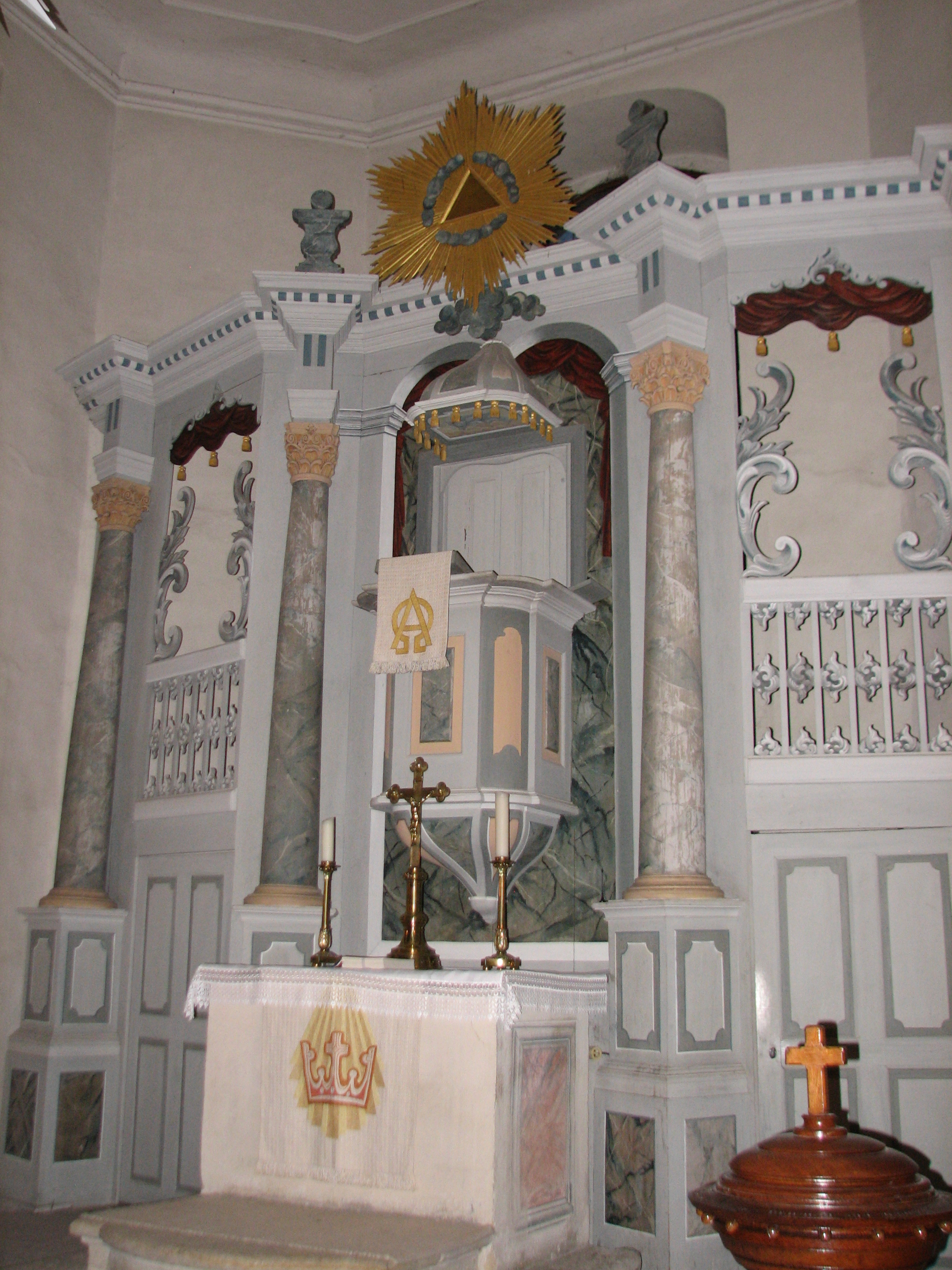
Kanzelaltar

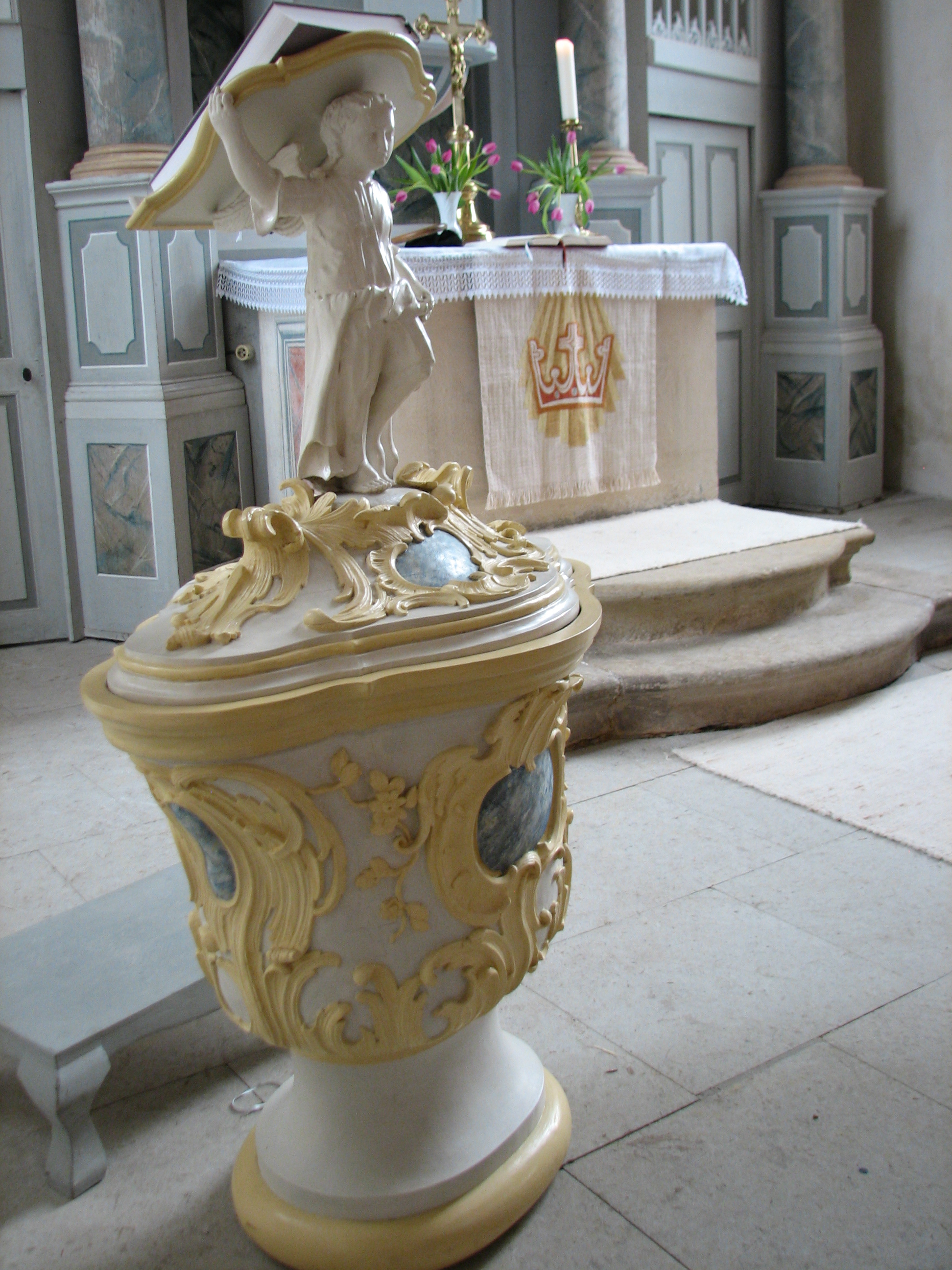
Tauflese, seltene Kombination aus Taufbecken und Lesepult

Bei der Innenerneuerung wurden auch die für das Barock typischen bleiverglasten Fenster eingesetzt und der Sandstein im Altarraum und Gang erneuert. Die gerundete freitragende Empore ist zur Sicherheit mit zwei Eisensäulen gestützt.
Die ursprünglichen Wandmusterungen und Farbgebungen wurden von dem Kunstmaler Taubert erneuert. Die Fassade des Kanzelaltars offenbart den ländlichen Barockstil der Ursprungsepoche. Die kunstvolle Bemalung von einfachem Holz sollte den Anschein einer hochwertigen und edlen Ausstattung mit Marmorsäulen, Samtvorhängen und Goldquasten erwecken.
Sehenswert ist auch die Tauflese – eine seltene Kombination aus Taufbecken und Lesepult –, die nicht zur Originalausstattung gehört. Von Pfarrer Gerhard Hemmann in einem schlechten Zustand entdeckt und von der Ateliergemeinschaft Rosi Schwabe und Stephan Türmer aus Dresden restauriert, ist sie seit dem Frühjahr 2008 in ihrer ursprünglichen Form zu sehen.
Die zweite Empore auf der Nordseite der Kirche (wo der Ofen steht) war ursprünglich nicht vorhanden. Sie stammt aus der Kirche zu Cröbern bei Leipzig; sie fiel zur DDR-Zeit dem Braunkohletagebau zum Opfer, für den die gesamte Ortschaft abgebaggert wurde.

## Orgel

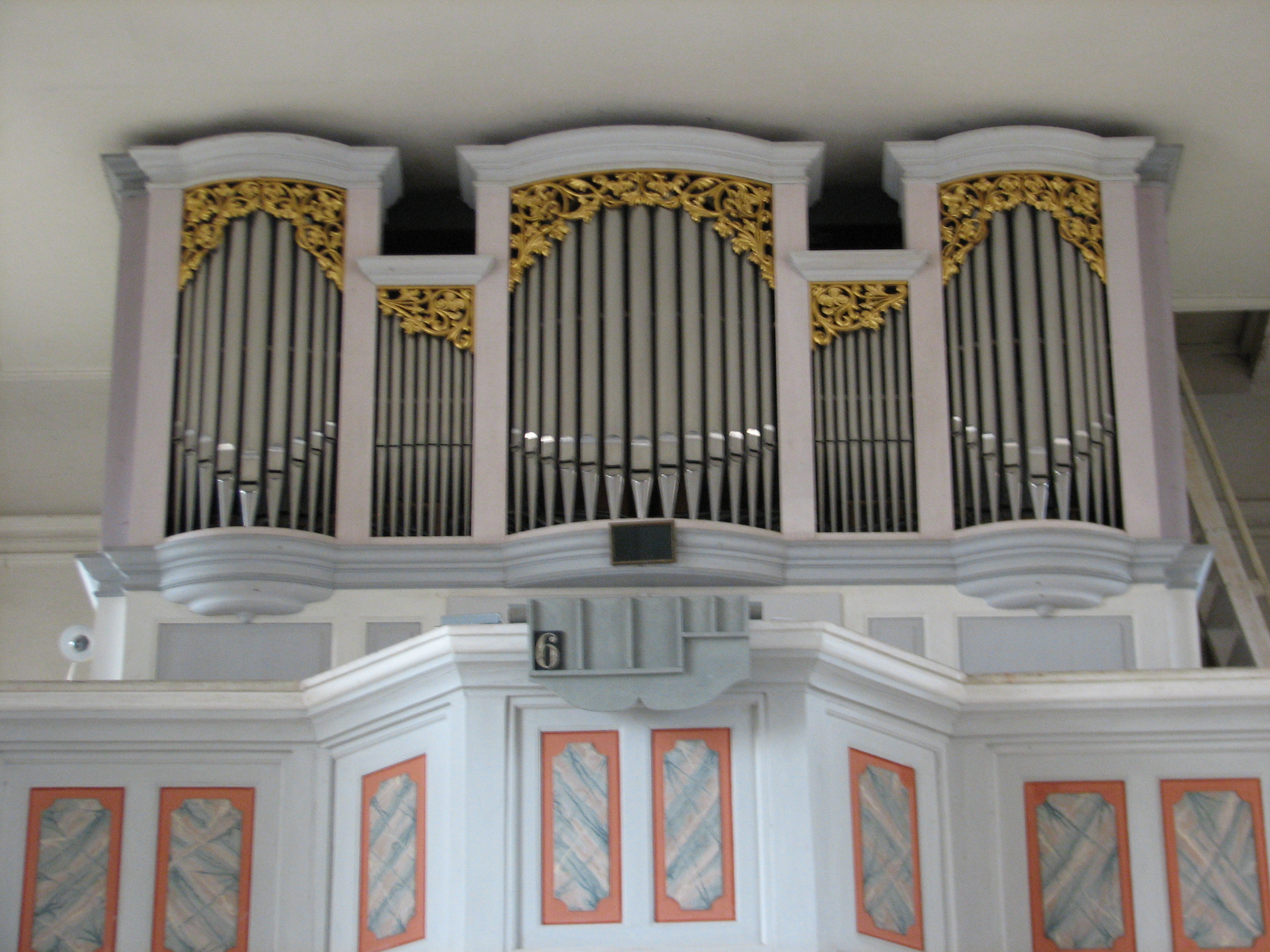
Prospekt der Rühle-Orgel

Die dem barocken Klangideal nachempfundene Orgel schuf 1977 die Werkstatt für Orgelbau C. Rühle aus Moritzburg. Sie hat 17 Register, zwei Manuale und Pedal.
Die Vorgänger-Orgel wurde im Jahre 1887 durch die Firma Schrickel in Eilenburg umgebaut.
Die Orgel (Spieltraktur: mechanisch, Art der Windladen: Schleiflade, Registertraktur: mechanisch, Stimmtonhöhe: 440 Hz) hat laut der Orgeldatenbank ORKASA folgende Disposition:
| I Manual |                 |       |
|          | Principal       | 8′    |
|          | Rohrflöte       | 8′    |
|          | Octave          | 4′    |
|          | Nassat          | 2 ⁄3′ |
|          | Waldflöte       | 2′    |
|          | Mixtur III-IV 0 |       |

| II Manual |              |        |
|           | Gedackt      | 8′     |
|           | Rohrflöte    | 4′     |
|           | Principal    | 2′     |
|           | Quinte       | 1 ⁄3′  |
|           | Terz         | 1 3⁄5′ |
|           | Zimbel III 0 |        |

| Pedal |                     |     |
|       | Subbaß              | 16′ |
|       | Octavbaß            | 08′ |
|       | Cantus Firmus III 0 |     |
|       | Posaune             | 16′ |
|       | Dulcian             | 08′ |

- Koppeln: Manualkoppel, Pedalkoppel I, Pedalkoppel II, Tremulant

## Geläut
Die Kirche Schmannewitz hatte drei Bronze-Kirchenglocken. Während im Jahre 1824 sich „ein Umgießen der mittleren der drei Glocken durch eine Firma G. A. Janke in Leipzig als notwendig erwies, war dies bei der kleinen Glocke im Jahre 1878 erforderlich.“ Die mittlere Glocke mit dem Ton as und die kleine Glocke mit dem Ton c mussten im Zweiten Weltkrieg abgegeben werden und wurden eingeschmolzen.
Seit 1955 hat die Kirche folgendes vollständige Geläut: Die erste Glocke mit dem Ton fis′ wiegt 680 kg und stammt aus dem Jahr 1440. Die zweite Glocke a'  wiegt 361 kg und war von der Glockengießerfamilie Schilling aus Apolda 1952 aus Bronzeschrott des Hamburger Glockenfriedhofs gegossen worden. Dieser Bronzeschrott war der Kirchgemeinde vom sächsischen Landeskirchenamt zugewiesen worden. Sie trägt den Akten zufolge die Jahreszahl 1952 und die Aufschrift „SOLI DEO GLORIA“. Die dritte Glocke, gestimmt auf den Ton d″ wiegt 172 kg und stammt aus dem Jahr 1907 (ebenfalls Schilling-Söhne) – sie war bis 1955 die kleine Glocke der Kirche Terpitz.

## Sonnenuhr

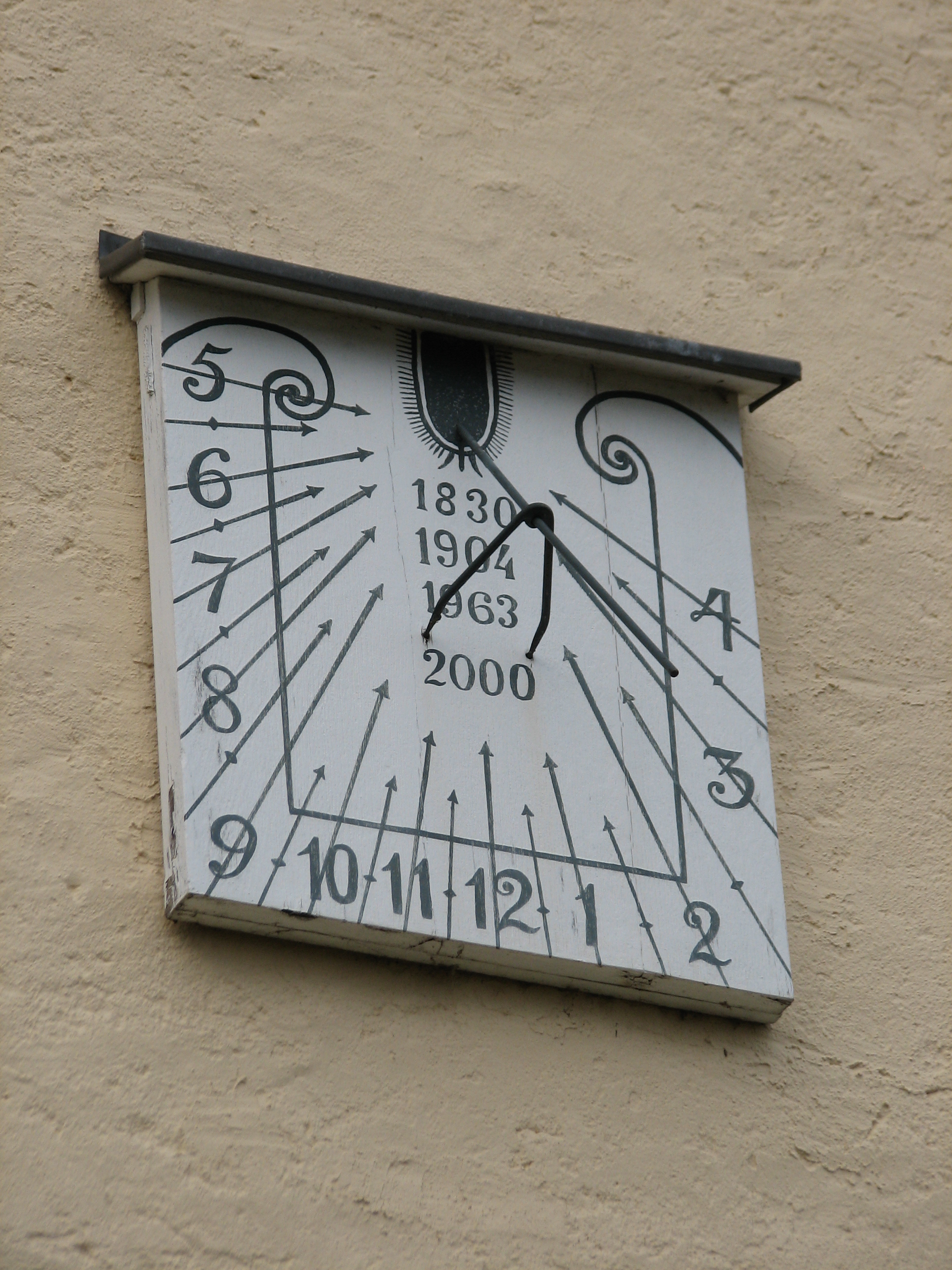
Sonnenuhr

Eine Besonderheit ist die am Kirchenschiff angebrachte historische Sonnenuhr mit den vier Jahreszahlen 1830, 1904, 1963 und 2000. Es handelt sich um eine Vertikalsonnenuhr.

## Kirchgemeinde

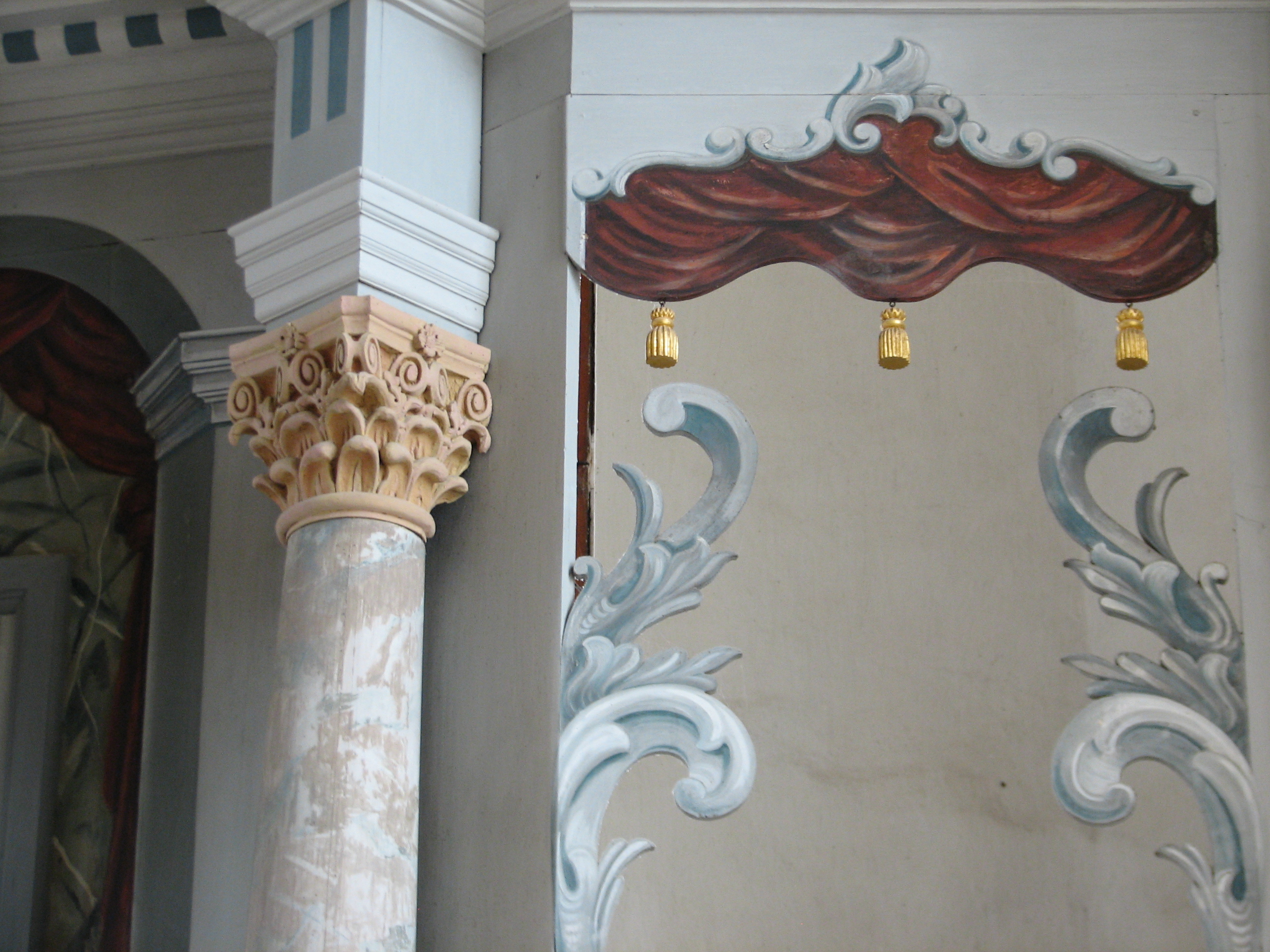
Altardetail

Die Reformation wurde im herzoglichen Sachsen durch Herzog Heinrich den Frommen im Jahre 1539 eingeführt und in der Folgezeit auch in Schmannewitz.
Die Kirchgemeinde Schmannewitz hatte seit Januar 2018 keine eigene Pfarrstelle mehr.
Seit 2020 gehört Schmannewitz zur Kirchgemeinde Oschatzer Land im Kirchenbezirk Leisnig-Oschatz der Evangelisch-Lutherischen Landeskirche Sachsens.
Die Pfarrer der Kirche Schmannewitz:
- 1550:  Tungel, Johannes
- 1567:  Schreiber, Valentin; geboren 1529 in Bautzen
- 1568:  Themming, auch Thimmig, Abraham; geb. 1544 in Oschatz
- 1596:  Lönick, Georg; geb. 1551 in Lausa
- 1596:  Themming, auch Thimmig, Christian; geb. in Schmannewitz
- 1630:  Calbitz, Georg; geb. 1599 in Oschatz
- 1638:  Lorenz, Johann; geb. 1601 in Oschatz
- 1663:  Kreisel, Christian; geb. 1630 in Zschochau
- 1692:  Kreisel, Johann Tobias
- 1707:  Bratring, Markus; aus Perleberg
- 1741:  Lossius, Johann David; geb. 1707 in Rochlitz
- 1790:  Forbriger, Christian Friedrich; geb. 1758 in Glauchau
- 1832:  Schoch, Friedrich August; geb. 1768 in Dresden-N.
- 1844:  Engler, Johann Friedrich Traugott; geb. 1806 in Kleinböhla, heute Ortsteil der Stadt Dahlen
- 1877:  Hartlich, August Hermann; geb. 1823 in Chemnitz
- 1888:  Hanitzsch, Martin Theodor
- 1889:  Weicker, Gotthold (Gottlob); geb. 1833 in Chemnitz
- 1902:  Hühn, Georg Adolf; geb. 1859 in Ochsensaal
- 1928:  Männchen, Rudolf Eduard; geb. 1883 in Dresden
- 1949–1978:  Fischer, Gerhard
- 1979:  Hemmann, Gerhard[9]
- 2018:  Mette, Kathrin[7]

## Bilder

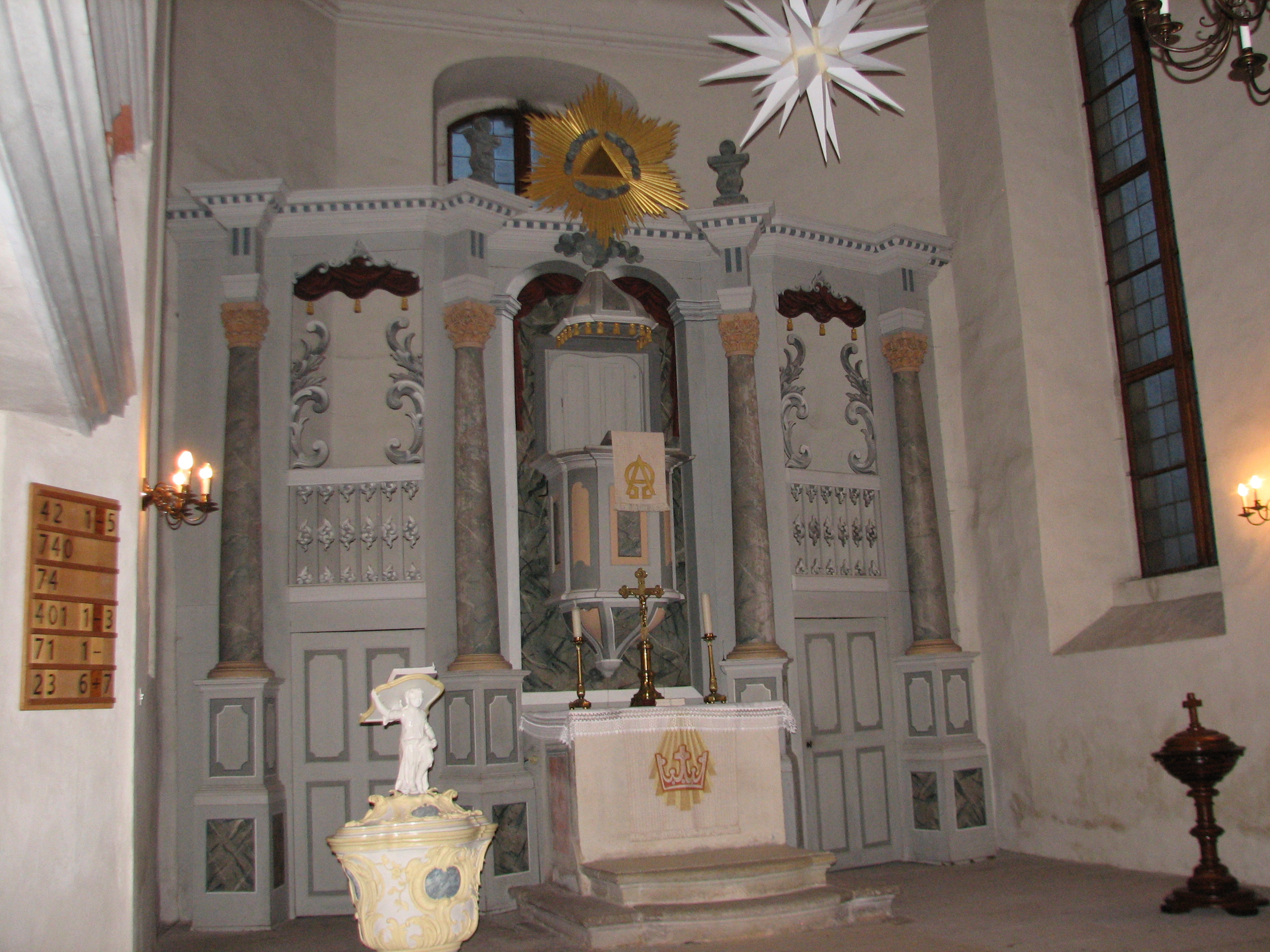
Kanzelaltar
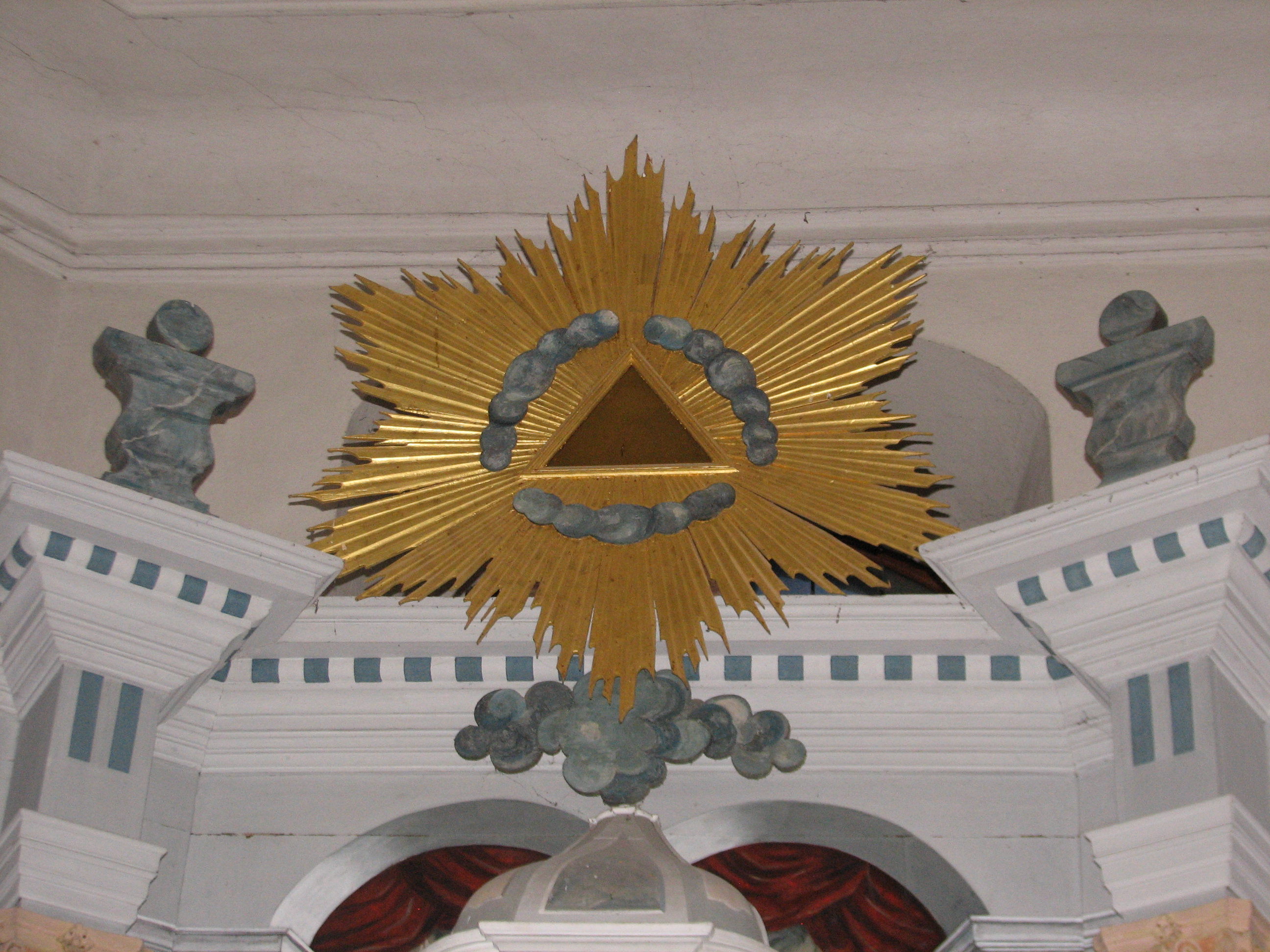
Altarkrone mit Gottesauge
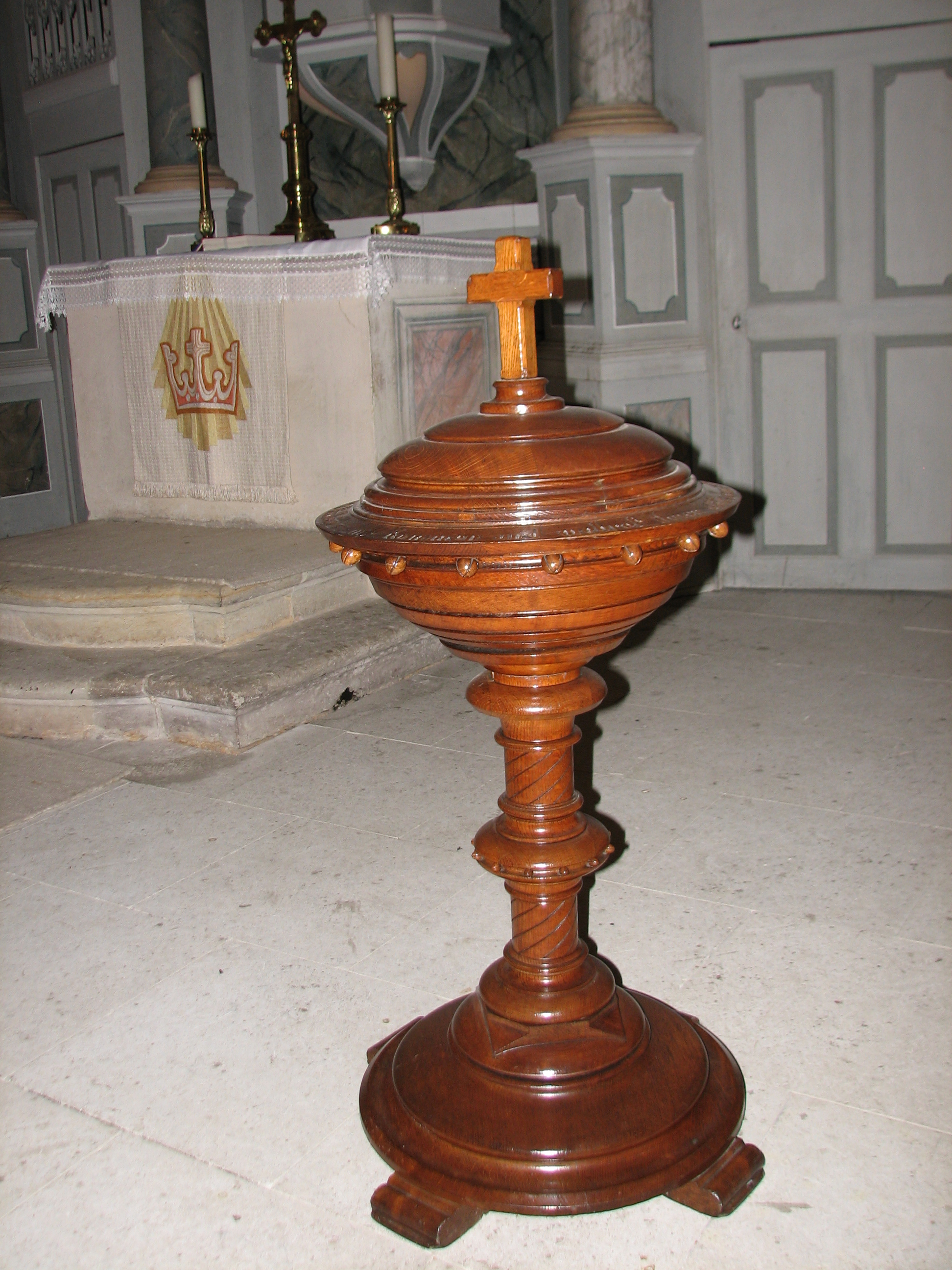
Taufbecken, nicht original zugehörig
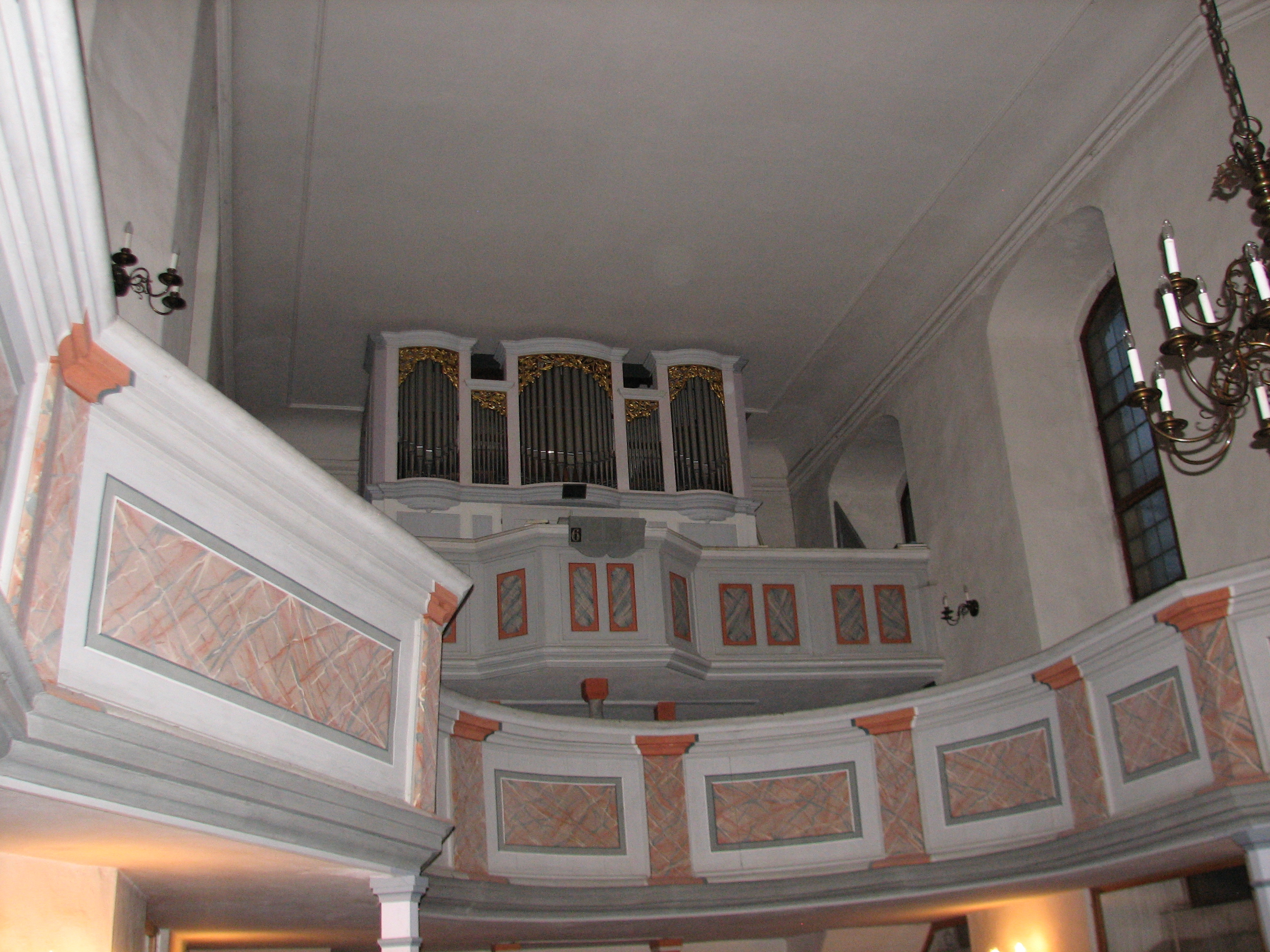
Orgel und Empore
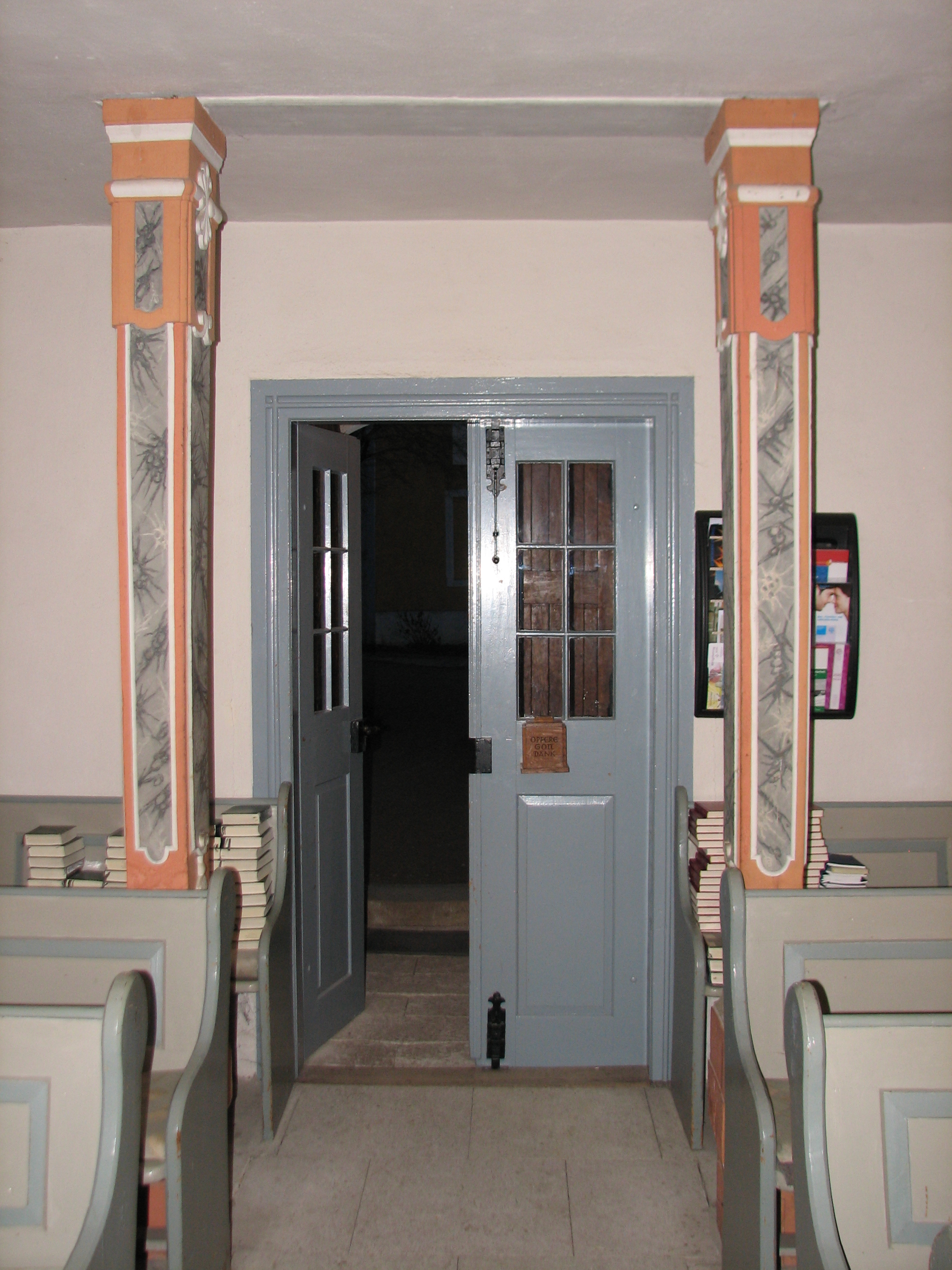
Kirchenportal von innen
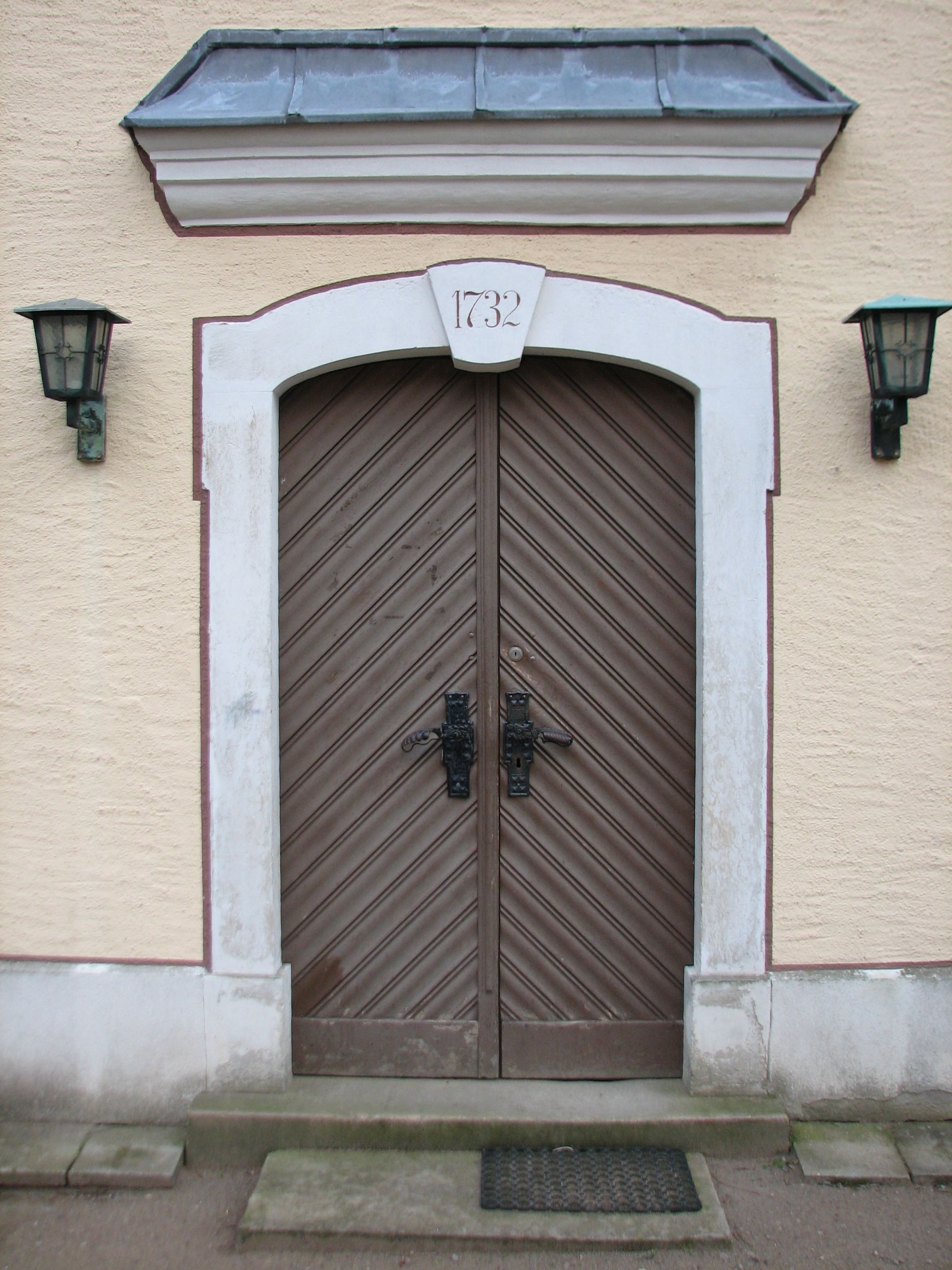
Kirchenportal von außen

## Varia

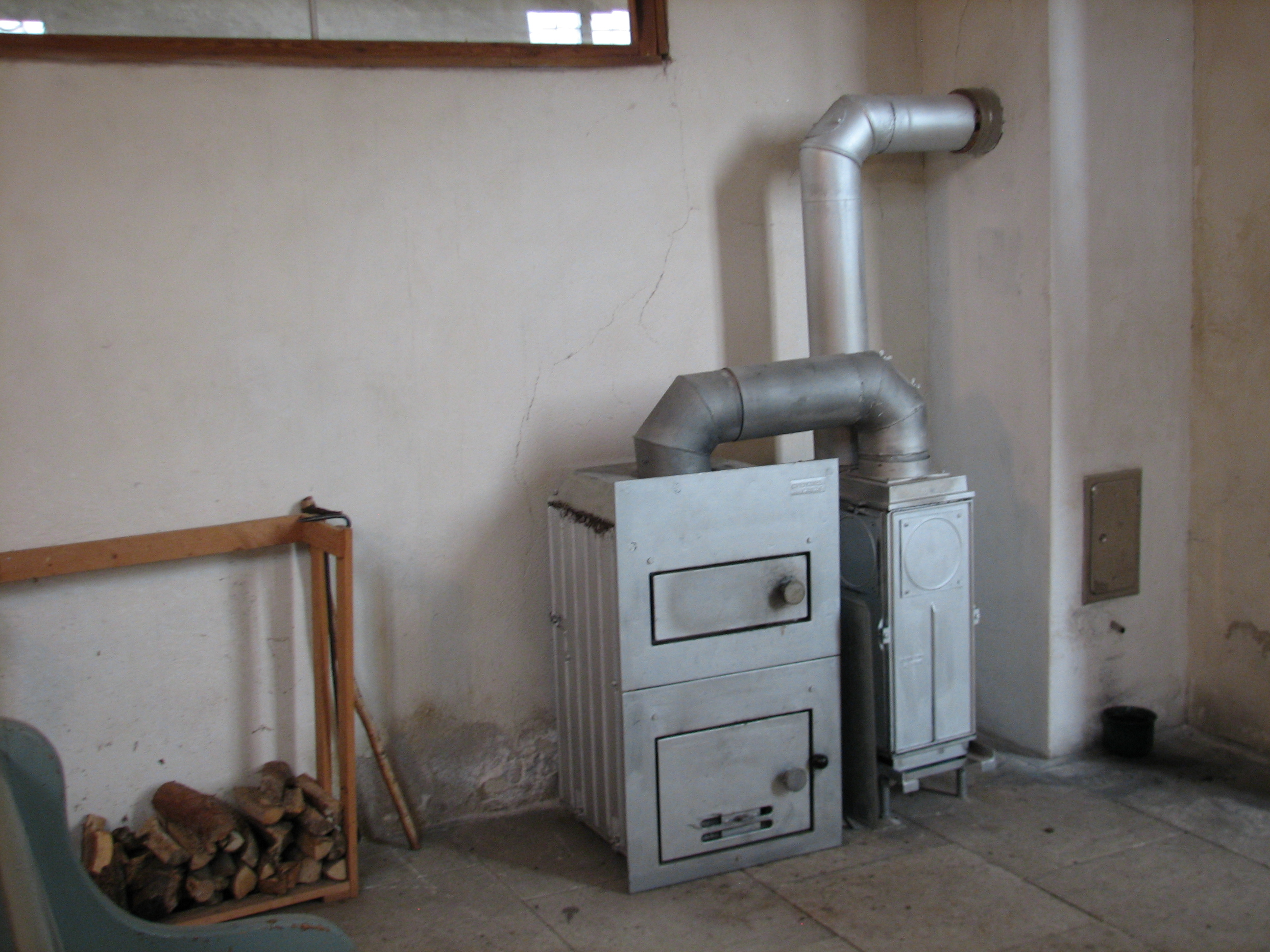
Ofen in der Kirche, mit Holz befeuert

- Die Kirche Schmannewitz wird nach wie vor (Stand: Februar 2020) von einem seitlich links im Kirchenschiff freistehenden, mit Holz befeuerten Ofen beheizt.